# Henry Druce

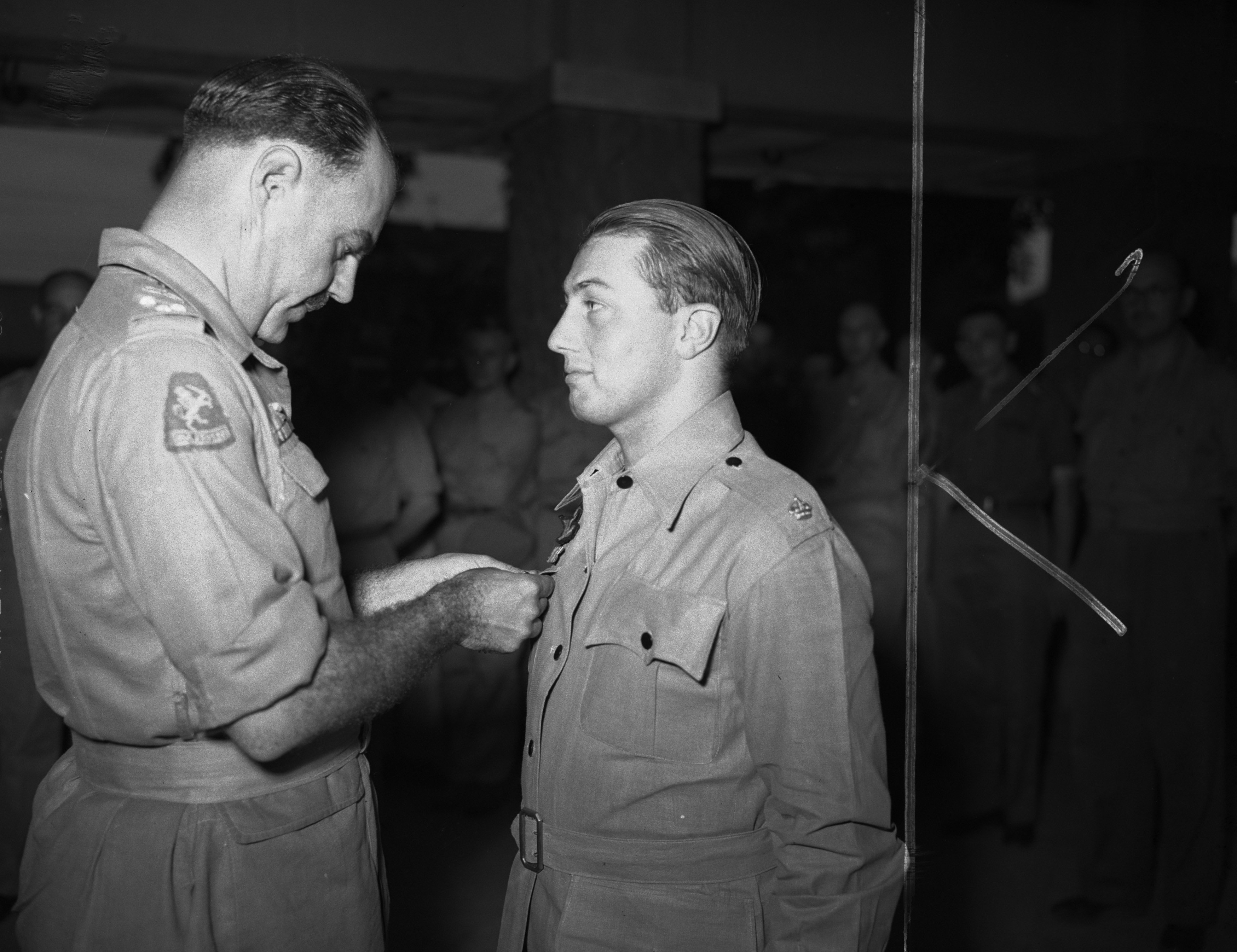
Henry Druce (rechts) met Kolonel van Houten (okt. 1946)

Henry Carey Druce (Den Haag, 21 mei 1921 - Victoria (Canada), 4 januari 2007) was een Brits militair en zakenman. Zijn motto (het motto van de Special Air Service waarvan hij deel uitmaakte) was Who dares wins.
Druce werd in Den Haag geboren en had een Nederlandse moeder. Na zijn opvoeding op Sherborne en de opleiding op de Koninklijke Militaire Academie Sandhurst kwam hij in het Middlesex Regiment. Toen het 21e Independent Parachute Company werd opgericht, werd hij op eigen verzoek daarheen overgeplaatst. Hij sprak vloeiend Frans en Nederlands.

## Oorlogsjaren
Tijdens de oorlog trouwde hij met Mary Docker, Ze kregen een zoon en twee dochters. Hij werd door MI6 naar Nederland gebracht, maar door een Nederlander verraden, zodat hij weer gauw naar Engeland terugkeerde.
Op 12 augustus 1944 was hij captain in het 2de Special Air Service Regiment (2 SAS) dat met 91 mannen boven de Vogezen werd geparachuteerd, ongeveer 30 km ten westen van Straatsburg in een gebied met dichte bossen en diepe ravijnen. Doel van zijn missie was het contact opnemen met het Franse verzet en een goede landingsplaats op te zetten voor latere droppings. Hun locatie werd verraden, waardoor ze geen kamp konden opzetten. Binnen enkele dagen waren 5000 Duitsers begonnen het gebied uit te kammen. Ook bleek hun radioverbinding het niet meer te doen. Gelukkig konden wel jeeps gedropt worden, ieder met vier Vickers, zodat ze veel Duitsers onschadelijk konden maken en voor veel verwarring konden zorgen. Op 1 september kwamen de volgende Britse troepen naar de Vogezen. Ze waren opgestegen van vliegveld Fairford in Gloucestershire en stonden onder leiding van Anthony "Andy" Whately-Smith.
Na terugkeer van de Vogezen werd hij toegevoegd aan 2 SAS in Nederland. In april 1945 moest hij met tien jeeps de Duitse linie boven Arnhem ingaan. Dit was operation "Keystone" Hij protesteerde en vond het een absurd plan. De oorlog was immers bijna over? Hij moest toch gevolg geven aan de opdracht van brigadier Mike Calvert. Ook hier hadden de jeeps vier Vickers machinegeweren, en werd er veel schade bij de Duitse troepen aangebracht. Druce was hierbij gekleed in een corduroy broek en een zijden hoge hoed!
Terwijl ze in een café in Deelen op de komst van de Canadese troepen zaten te wachten, kwam er een Duitser aan op een motorfiets. Toen hij weigerde af te stappen, sloeg Druce hem om de oren met de ham, die hij in zijn tas had. Druce had nog steeds zijn hoge hoed op.
De man met de hoge hoed werd een soort legende; in 1970 werd een filmpje/foto gevonden waarop hij te zien was.

## Na de oorlog
Druce werkte weer voor MI6, eerst in Nederland en daarna in Indonesië. Nadat Indonesië zelfstandig werd, werkte hij twee jaar op een Engels-Nederlandse plantage op Java. Daarna emigreerde hij met zijn gezin naar Canada. Op Newfoundland begon hij een eigen bedrijf, dat later uitgebreid werd naar Quebec en de Kaaimaneilanden. Hij ging in 1981 met pensioen en verhuisde toen naar Victoria in Brits Columbia.
Henry Druce overleed op 85-jarige leeftijd.

## Onderscheidingen
- Distinguished Service Order (DSO)
- Croix de guerre met palm voor zijn hulp aan het Franse verzet
- Officier in de Orde van Oranje-Nassau voor zijn werk in Indonesië

## Toeval
Zijn grootvader woonde op het Bankaplein in Den Haag in het huis waar Louis d'Aulnis in 1943 zijn eerste bericht naar Engeland stuurde om te melden dat hij veilig was aangekomen. In Engeland leerde d'Aulnis van Druce parachutespringen.